# Ehrenhäftling (Nationalsozialismus)
Unter einem Ehrenhäftling verstanden die Nationalsozialisten eine prominente oder aus anderen Gründen wichtige Person in Haft. Der Begriff tauchte in den späten 1930er Jahren erstmals auf, häufig auch zusammen mit dem Begriff des Sonderhäftlings. Der Ehrenhäftling genoss Privilegien, die andere Häftlinge nicht hatten. Zwar gab es Hafterleichterungen wie besseres Essen, aber ein Verbot von Kontakt zu anderen Häftlingen. Zudem stand der Ehren- oder Sonderhäftling unter besonderer Aufsicht, um mögliche Befreiungsversuche durch Angehörige und Freunde zu unterbinden. Zu den Ehrenhäftlingen gehörten auch Verwandte von Häftlingen, die man als Geisel betrachtete. Manche Ehrenhäftlinge trugen Armbinden mit dem Aufdruck „Ehrenhäftling“.

## Beispiele für Ehrenhäftlinge
Einer der ersten Ehrenhäftlinge war der österreichische Bundeskanzler Kurt Schuschnigg. Weil er sich 1938 dem Anschluss Österreichs an das Deutsche Reich widersetzte, aber als Austrofaschist von Hitler gelitten war, wurde er nach dem Einmarsch der Wehrmacht nicht beseitigt, sondern kam unter Hausarrest. Später durchlief er mehrere Konzentrationslager. Ab 1941 lebte er im KZ Sachsenhausen in einem eigenen Haus, mit Frau und Kindern. Eine „Ostarbeiterin“ kümmerte sich um den Haushalt und half Frau Schuschnigg bei den Einkäufen. Die Familie wurde verpflichtet, den Aufenthalt geheim zu halten.
Martin Niemöller, ein führender Geistlicher der Bekennenden Kirche, hatte zwar die NSDAP gewählt, legte sich aber mit der Regierung an, etwa durch seine Kritik am Chefideologen Alfred Rosenberg. Er kam 1935 erstmals in Haft, 1937 erneut. Wegen der Solidarität im In- und Ausland wurde er Ehrenhäftling, kam im KZ Sachsenhausen in Einzelhaft und 1941 im KZ Dachau in den „Ehrenbunker“.

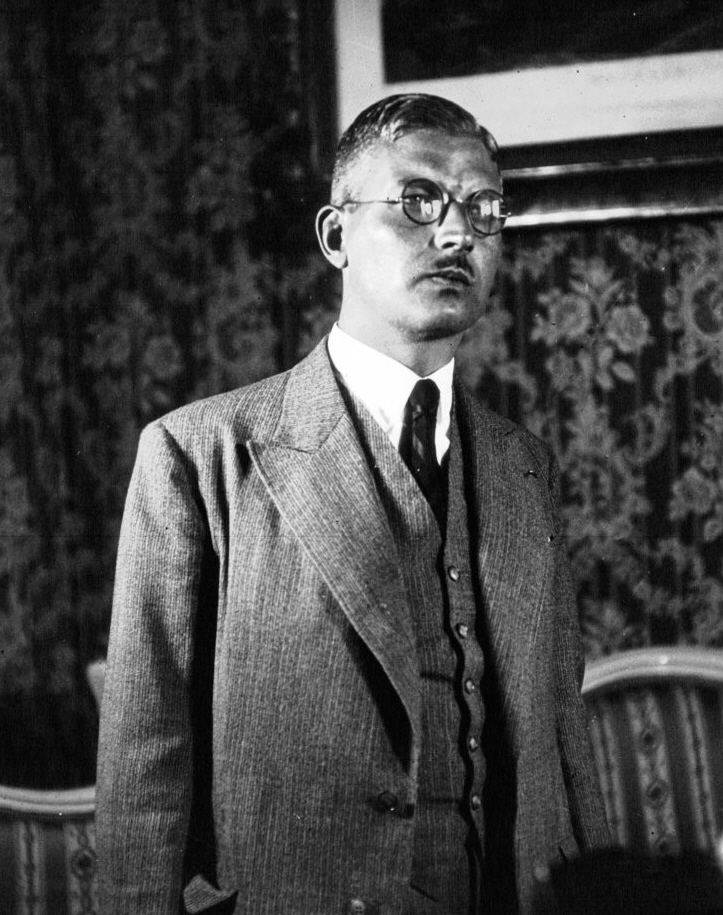
Kurt Schuschnigg
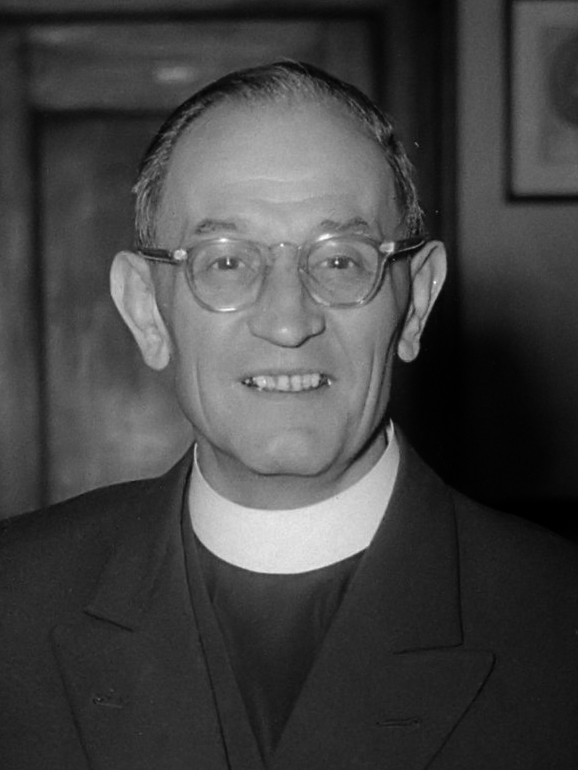
Martin Niemöller
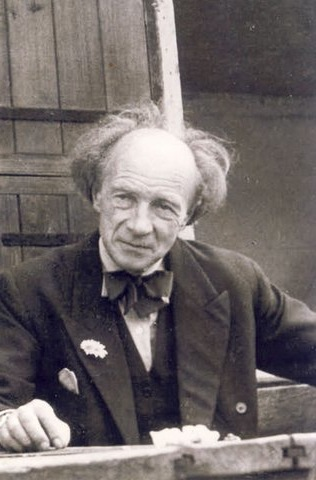
Ernst Wiechert
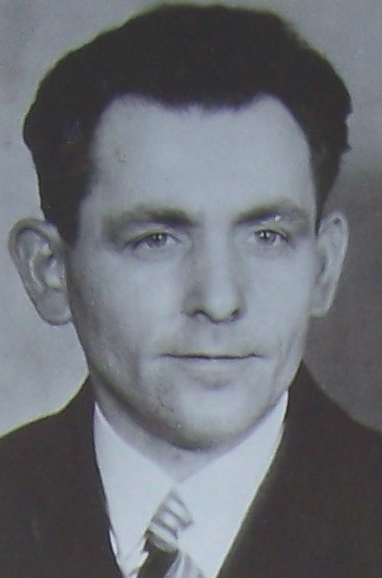
Georg Elser
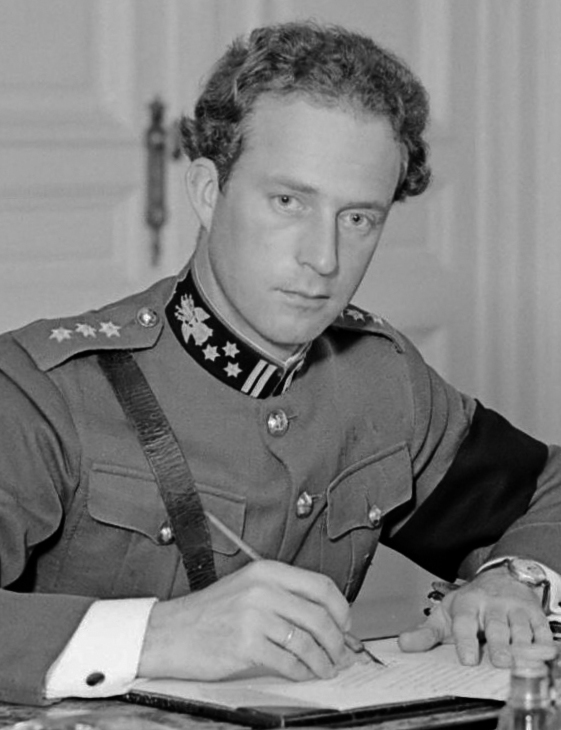
Leopold III
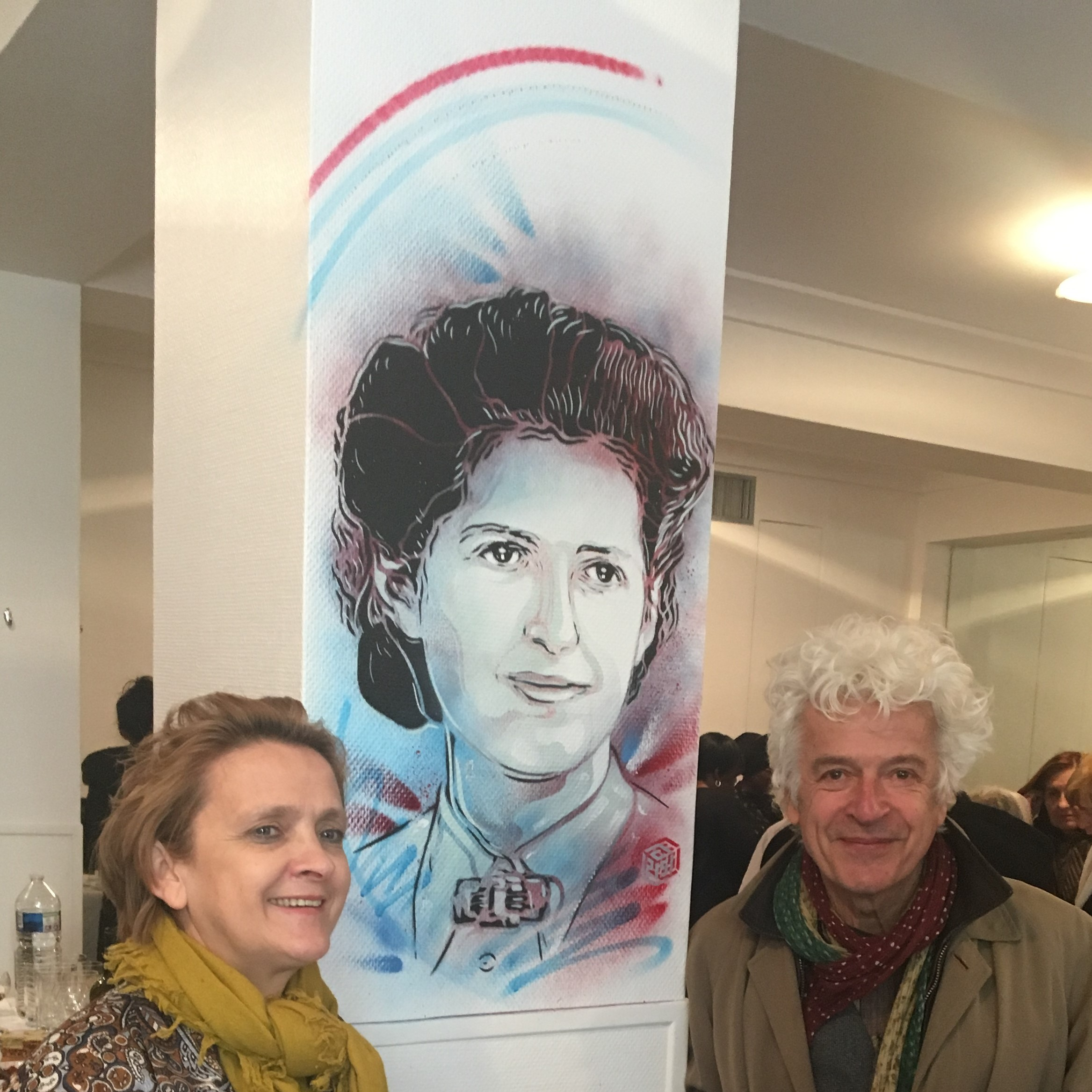
Geneviève de Gaulle

Der Schriftsteller Ernst Wiechert kritisierte die Regierung und insbesondere den für die Kultur zuständigen Minister Joseph Goebbels. Er wurde 1938 verhaftet und von München ins KZ Buchenwald verschleppt. Wiechert war Ehrenhäftling wegen der großen Popularität seiner Werke.
Der Attentäter Georg Elser genoss nach anfänglicher Folter die Hafterleichterungen eines „Sonderhäftlings des Führers“. Im KZ Sachsenhausen hatte er drei Räume, eine Werkbank und eine Zither für sich. Während die anderen hier genannten Ehrenhäftlinge den NS-Terror überlebten ließ Hitler seinen Sonderhäftling Elser wenige Tage vor Kriegsende erschießen. 
Auch ausländische Prominente, wie der belgische König Leopold III oder Geneviève de Gaulle, die Nichte des französischen Generals Charles de Gaulle, verbrachten Jahre als Ehrenhäftlinge in Nazi-Haft.